# Hubert Hanghofer
Hubert Hanghofer (* 4. März 1951 in Freistadt; † 8. März 2022 in Kremsmünster, Oberösterreich) war ein österreichischer Plastiker, Objektkünstler und Designer.

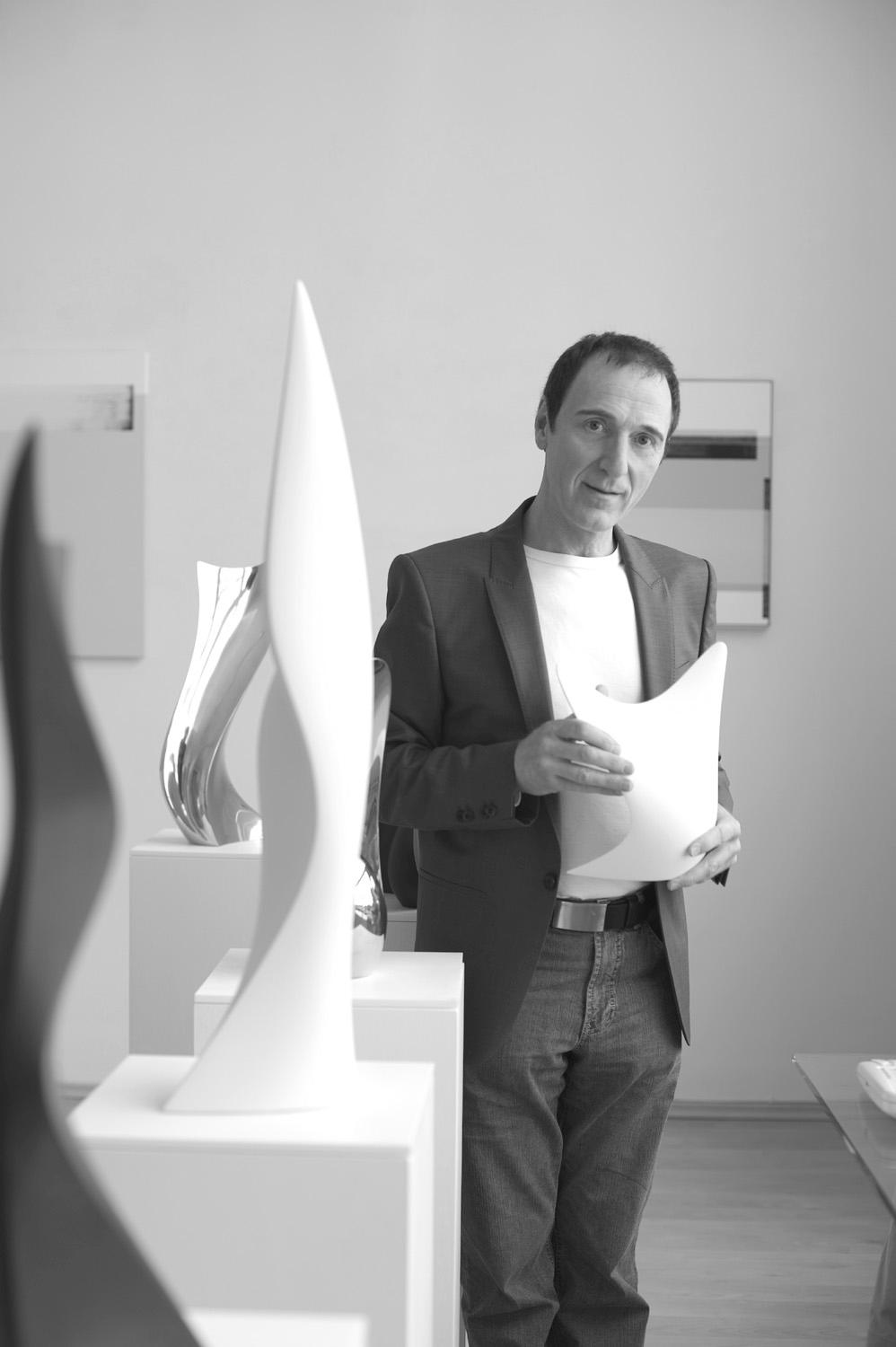
Hubert Hanghofer (2009)

## Leben
Hanghofer maturierte 1976 am Bundesgymnasium und Bundesrealgymnasium für Berufstätige Linz, studierte von 1977 bis 1978 an der Meisterklasse Laurids Ortner und von 1978 bis 1981 an der Meisterklasse Helmuth Gsöllpointner an der Hochschule für künstlerische und industrielle Gestaltung. Während dieser Zeit begann er mit seinen Arbeiten an Formen, Skizzen und Modellen aus Gips und Ton. Hanghofer lebte und arbeitete zuletzt in seinem Atelier in Kremsmünster, Oberösterreich.

## Werk
Hanghofers Skulpturen entstanden laut seinen Aussagen in der Tradition eines „biomorphen Formungsprozesses“, dem eine mathematisch-geometrische Struktur zugrunde lag.
Er verarbeitete für seine Skulpturen Silber, Bronze, Edelstahl und Karbonfaser speziell für Großobjekte. Besonderes Augenmerk galt seiner Entwicklung der Lacquer Technique auf Spezialkunstharz. Besonderen Wert legte Hanghofer auf die Oberflächengestaltung seiner Objekte, die nach dem Gießvorgang geschliffen und poliert wurden, bis sie völlig glatt und glänzend erschienen. Brigitte Reutner vom Lentos Kunstmuseum in Linz, das einige Objekte von Hanghofer beherbergt, vergleicht seine Skulpturen mit denen Henry Moores, der ähnliche Negativ- und Positivformen erstmals bewusst umsetzte.

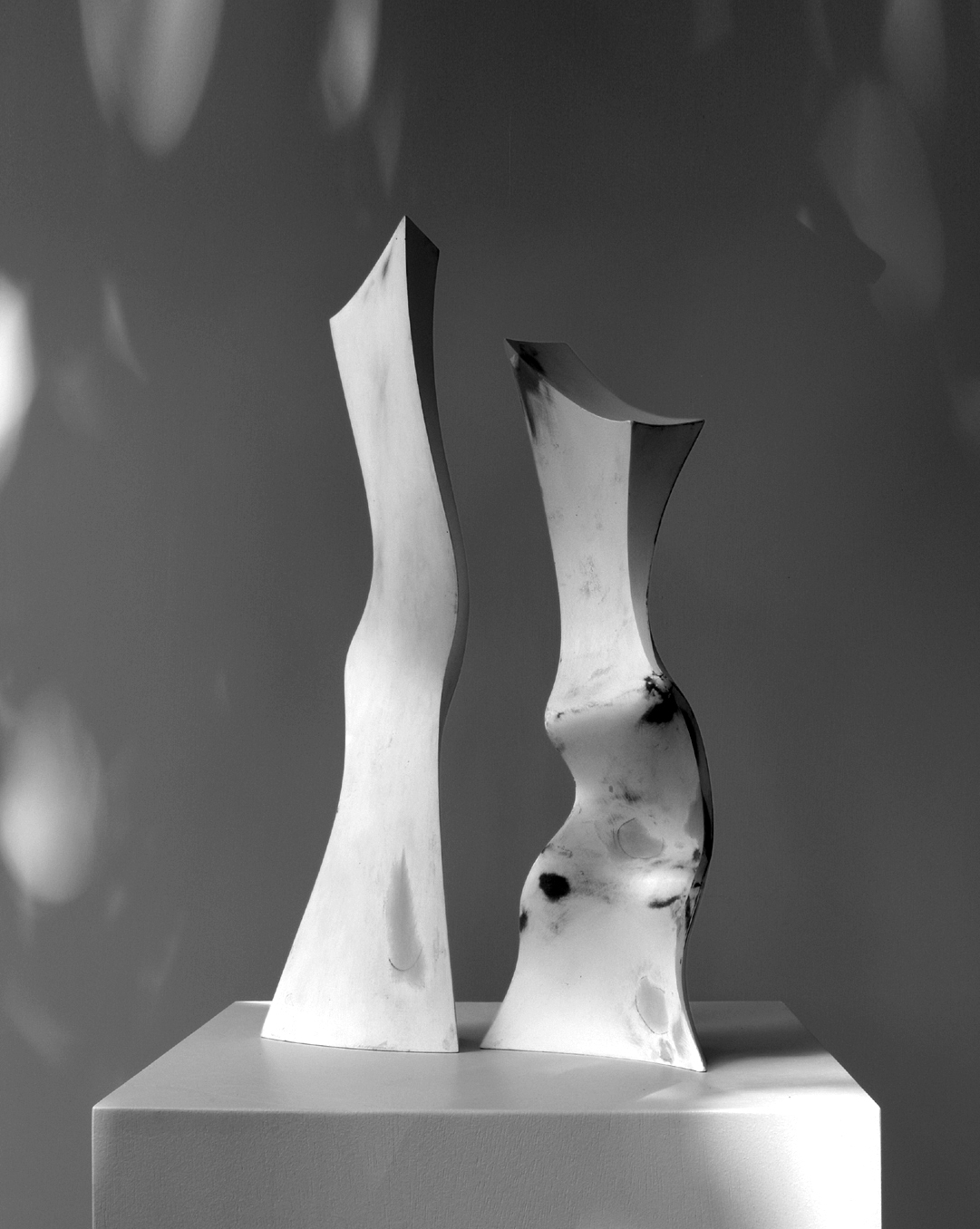
Wave pair (1976)
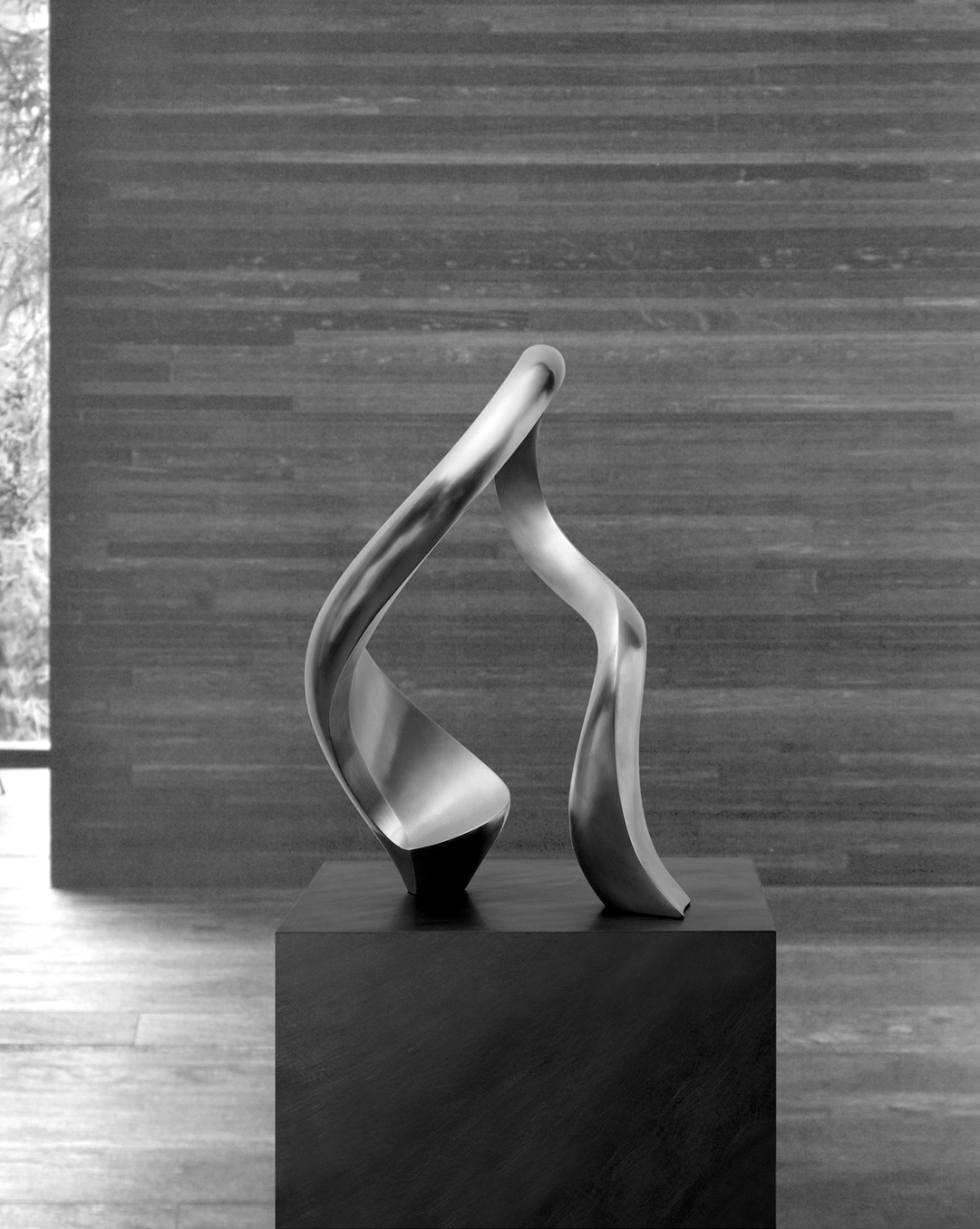
Dancing snake stainless steel (2007)
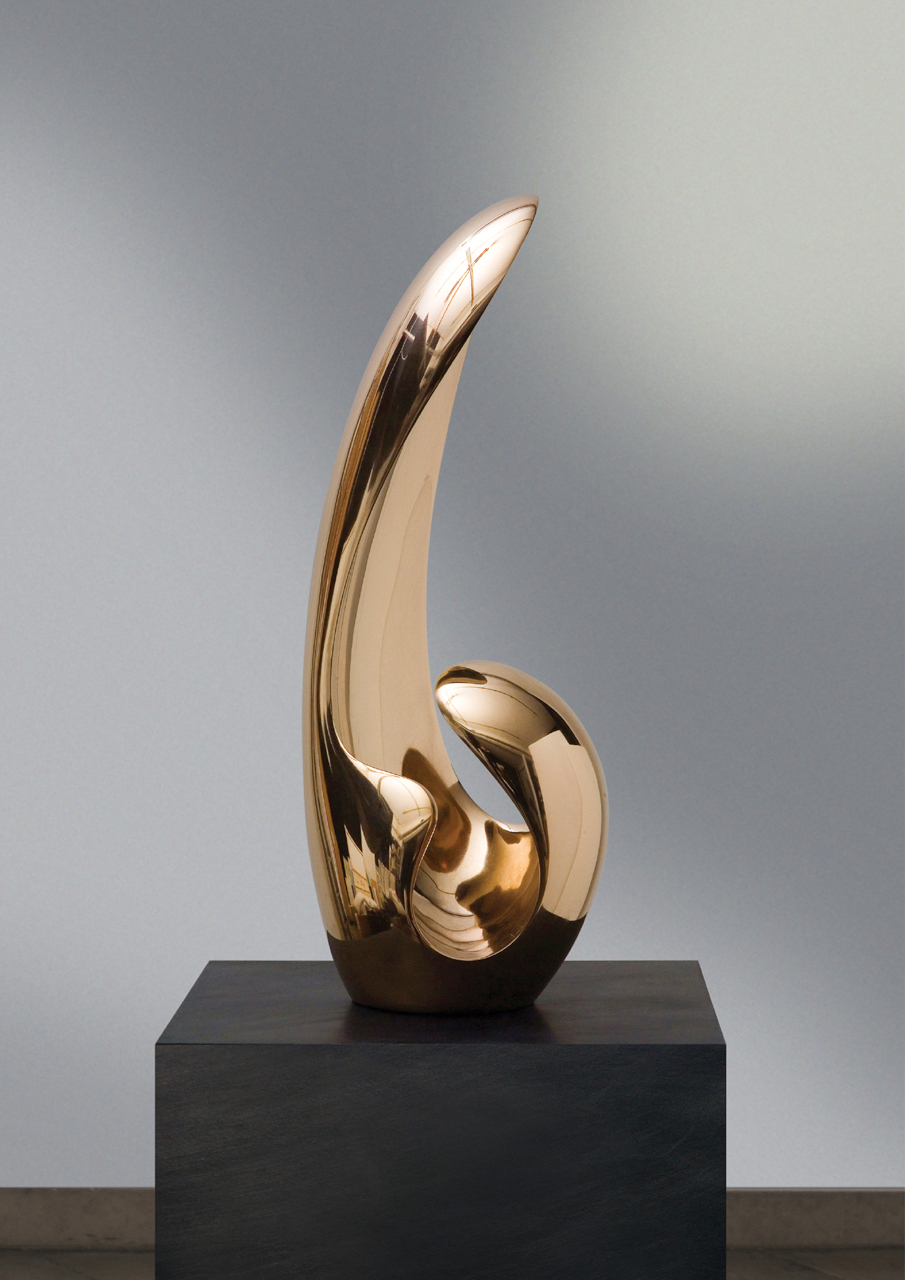
Geometric cloud BRONZE HAND-POLISHED (2008)
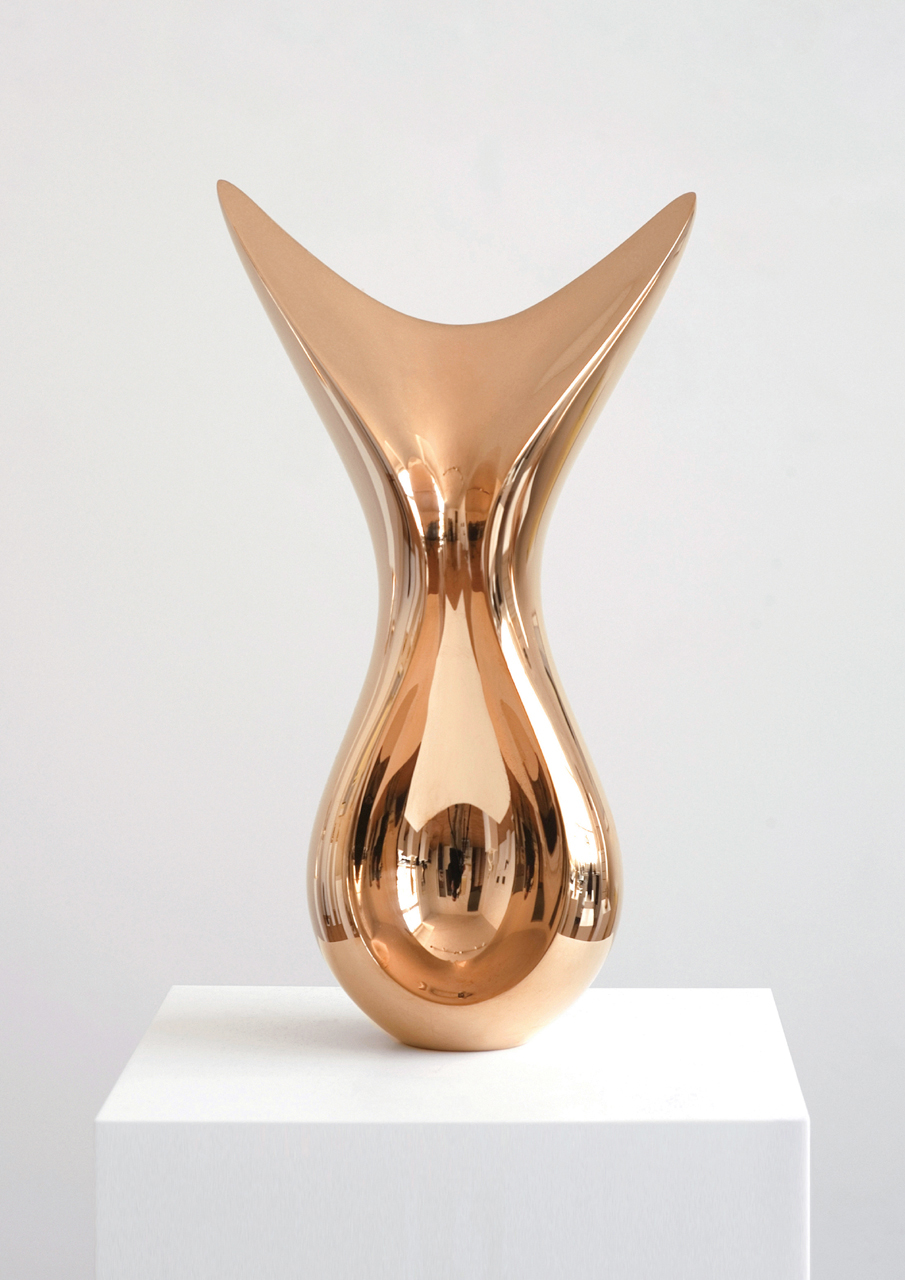
Flying bottle BRONZE HAND-POLISHED (2008)
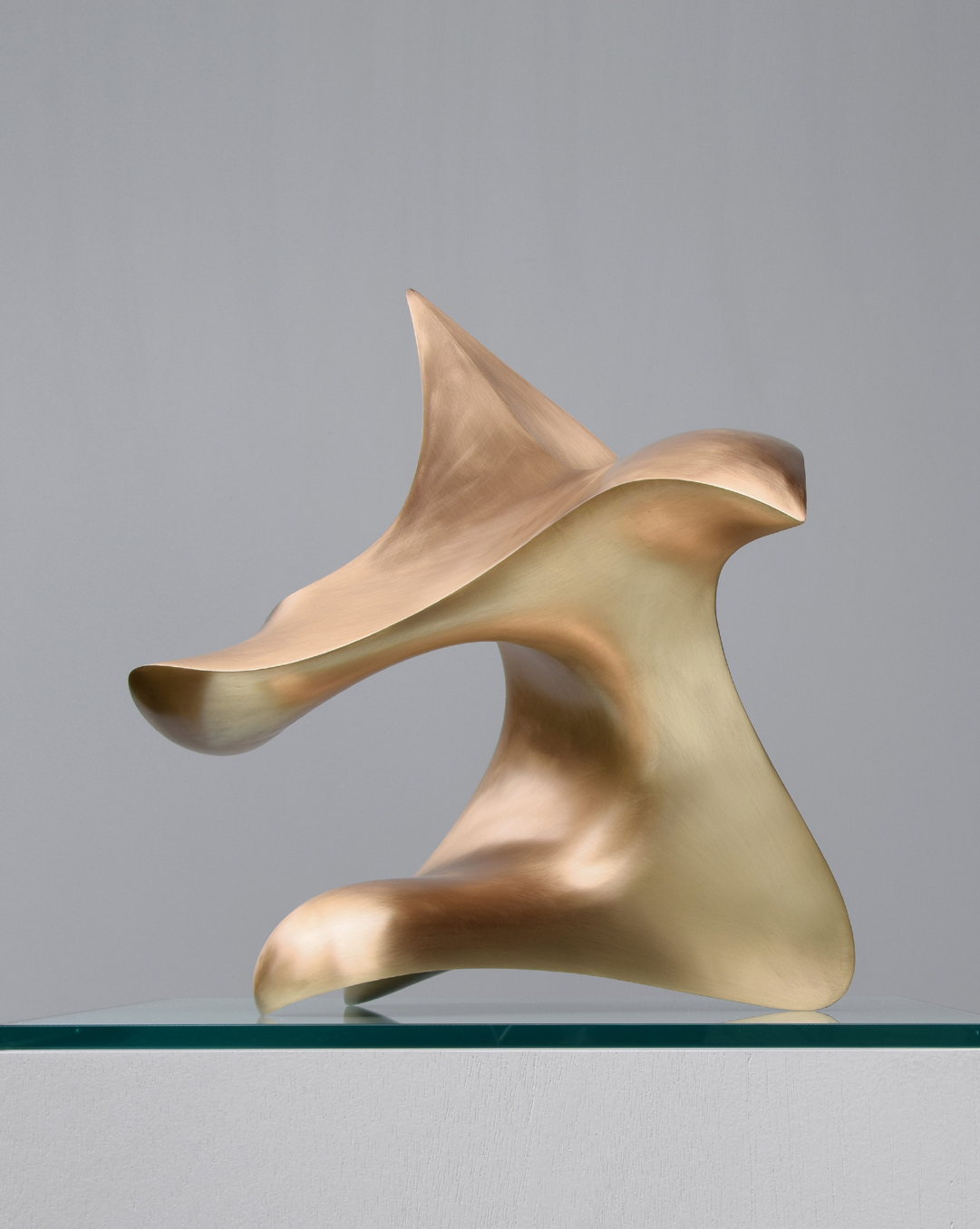
Poisis 1 (2017)
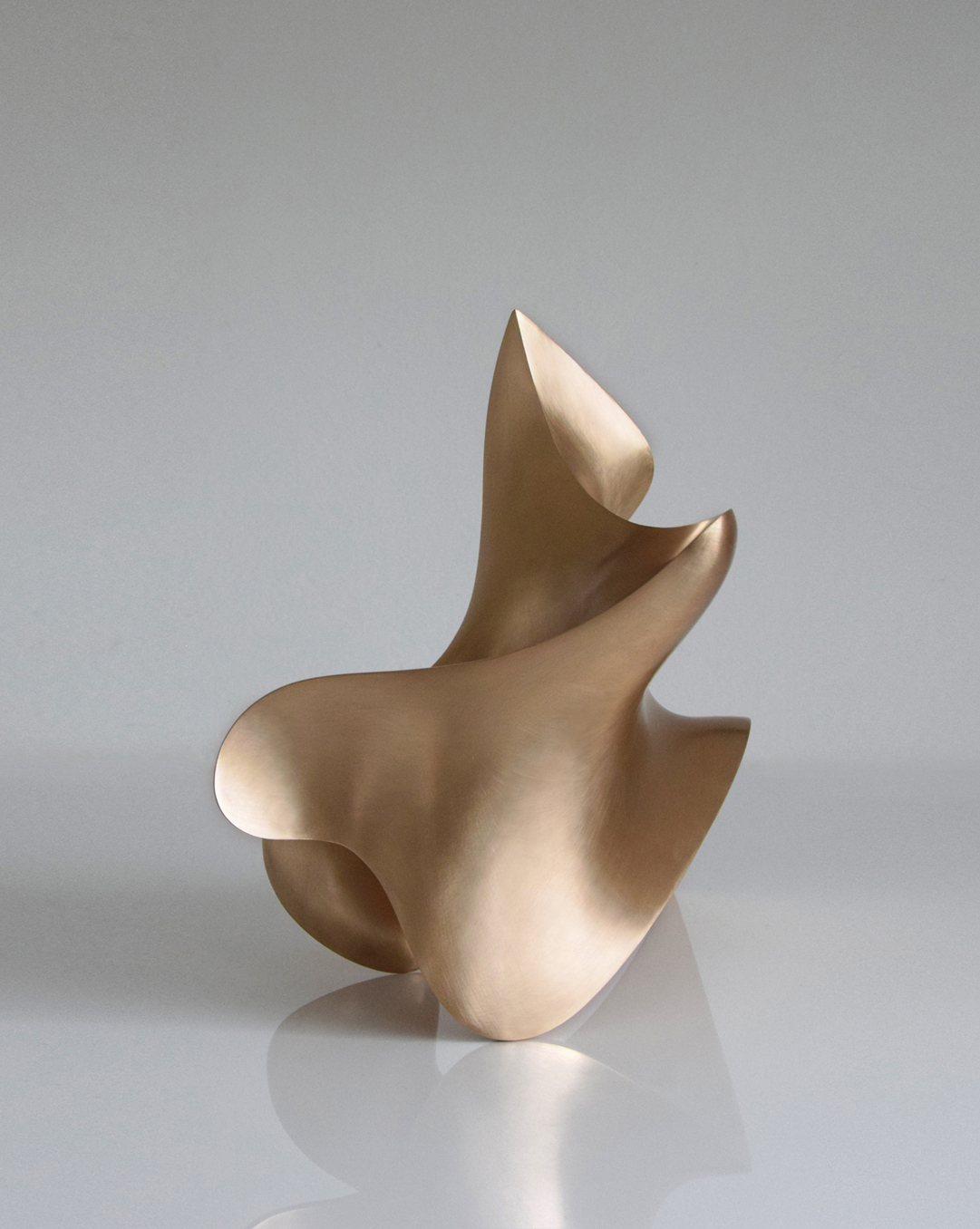
Poisis 2 (2018)

## Ausstellungen

### Einzelausstellungen
- 2009
  - Galerie nächst St. Stephan, Wien
  - Galerie in der Schmiede, Pasching bei Linz
  - Galerie Manner, Perg – „Zwischen Konkretheit und Biomorphie“[6]

- 2010
  - Galerie H 17, Wien

- 2012
  - Galerie in der Schmiede, Pasching bei Linz

### Gruppenausstellungen und Teilnahme an Messen
- 2009 Manfred Makra und Hubert Hanghofer: Zwischen Biomorphie und Konkretheit, Wien[1]
- 2010
  - Art austria Leopoldmuseum, Wien
  - Art Salzburg, International Fine Art Fair, Residenz
  - Art & Antique, Hofburg Wien

- 2011
  - „ON“ – Galerie in der Schmiede[7]
  - Art Austria Leopoldmuseum, Wien
  - Art Salzburg, International Fine Art Fair, Residenz Salzburg
  - Kunstmesse im Oberösterreichischen Landesmuseum in Linz
- 2012 Art Austria im Leopoldmuseum, Wien
- 2013
  - galerie standl, Linz[8]
  - Galerie Forum Wels, Soziale Goldkristalle SoG[9]
- 2014
  - Art Austria Leopoldmuseum, Wien[10]
  - Art & Antique Residenz Salzburg
  - „Paraphrasen & Ikonen“ - Ausstellung im Rahmen der Schlossfestspiele Langenlois, Ursin Haus, Langenlois / Österreich
  - Art Austria, International Fine Art Fair, Residenz
  - Art & Antique Hofburg Wien
- 2015
  - Benefiz Auktion Sotheby’s, Semper Depot, Wien
  - Art Austria Leopoldmuseum, Wien
  - Art & Antique Residenz Salzburg
  - Art & Antique Hofburg Wien
- 2016
  - Galerie Lattemann, Darmstadt
  - art Karlsruhe[11]
  - Art Austria Leopoldmuseum, Wien
  - Art & Antique Residenz Salzburg
  - Art Salzburg, International Fine Art Fair, Residenz
  - Art & Antique Hofburg Wien
- 2017
  - Art Austria Palais Liechtenstein, Wien
  - Art & Antique Residenz Salzburg
  - art Karlsruhe
  - „Kunst: Resonanzkörper“ Schloss Ulmerfeld
  - Art & Antique Hofburg Wien
- 2018
  - art Karlsruhe, Rheinstetten
- 2019
  - Galerie Lattemann, Mühltal[12]

## Öffentliche Sammlungen
- Die Kunstsammlung des Landes Oberösterreich[13]

## Publikationen (Auswahl)
- Hubert Hanghofer geometric structures. Mit Manfred Makra (Laudatio), Alexandra Götzinger, Josef Pausch (Fotos), Kremsmünster 2017, ISBN 978-3-200-05118-8.
- Hubert Hanghofer TRANS-DIMENSIONAL-FORM. Ateliergespräch zwischen Manfred Makra und Hubert Hanghofer (Hrsg.), VFMK Verlag für moderne Kunst, Kremsmünster 2021, ISBN 978-3-99153-063-3